# 向國珍
向国珍（1741年11月22日（乾隆六年10月20日）—1814年8月28日（嘉慶十九年7月14日）），和名本部按司朝救，琉球第二尚氏王朝時期琉歌歌人。本部御殿五世。他是琉球三十六歌仙之一，与伊世高（惣庆親雲上忠义）并称“琉歌之双壁”。真境名安兴将之列为琉球古来最著名歌人六位的其中一位。
由於本部家家譜在沖繩島戰役之後失蹤，其生平事蹟不詳。根據《中山世譜·附卷》的記載，向國珍曾於1773年作为进香使出使薩摩藩，向死去的净岸院（萨摩藩藩主島津繼豐的繼室）进香。此外，還有其与三司官马国器（與那原親方良矩）、攝政尚和（讀谷山王子朝憲）等参加歌会的历史记载，琉球舞蹈的名作《天川》使用了他所作的词
《古今琉歌集》录其诗歌十首。多咏恋情，其中一首如下：

## 家族
- 祖父：尚文思（本部王子朝隆）
- 父：向延弼（本部按司朝恒）
- 嗣子：尚大猷（本部王子朝英）